# Aphanotrigonella longinervis
Aphanotrigonella longinervis är en tvåvingeart som först beskrevs av Nartshuk 1964.  Aphanotrigonella longinervis ingår i släktet Aphanotrigonella och familjen fritflugor. Inga underarter finns listade i Catalogue of Life.